# Anacamptodes dataria
Anacamptodes dataria är en fjärilsart som beskrevs av Augustus Radcliffe Grote 1882. Anacamptodes dataria ingår i släktet Anacamptodes och familjen mätare. Inga underarter finns listade i Catalogue of Life.